# Base militare italiana di supporto "Niamey"
La base militare italiana di supporto "Niamey" (anche Base nazionale Niamey) è una base operativa avanzata interforze delle forze armate italiane all'estero, situata nello Stato africano del Niger, nei pressi della capitale Niamey.
Dipende dal Comando operativo di vertice interforze (COVI).
La base si trova all'interno dell'Aeroporto di Niamey-Diori Hamani.
Ospita circa 350 militari, appartenenti a Esercito Italiano, Aeronautica Militare e Arma dei Carabinieri, fra istruttori e contingente di sicurezza dislocati nel paese.
Ha il compito principale di fornire supporto logistico alle operazioni militari italiane in Africa occidentale della missione MISIN e di istruire reparti di forze armate e di sicurezza nigerine.

## Storia
Il 26 settembre 2017 è stato stipulato un accordo dal governo Gentiloni fra i ministeri della difesa italiano e del Niger, per fornire supporto addestrativo alle forze speciali e di sicurezza di quel paese. Nel 2018 il governo Conte I ha autorizzato la Missione bilaterale di supporto in Niger (MISIN).
Inizialmente ospitati nella base dell'Armée de l'Air francese Aerienne 101 di Niamey, i militari italiani hanno quindi avviato la realizzazione di una propria base, sempre all'interno del sedime aeroportuale. Nel gennaio 2021 è stato inaugurato il complesso addestrativo per le operazioni sul terreno. I lavori del complesso sono realizzati da una task force del Genio su base del 6º Reggimento pionieri. L'addestramento alle forze di sicurezza locali è svolto dal 7º Reggimento Carabinieri, mentre quello ai paracadutisti da istruttori della Brigata Folgore.
La base ha supportato anche i militari italiani nella missione Takuba in Mali, conclusasi nel luglio 2022 e dal dicembre di quell'anno quelli della Missione di partenariato militare dell'UE in Niger. Dal 2022 vi è rischierato anche un velivolo C-27J Spartan della 46ª aerobrigata, che può trasportare fino a 40 paracadutisti.
Nel luglio 2023, dopo il golpe militare nel paese, ha sostenuto il rimpatrio dei civili italiani dal Niger, così come di 65 dei militari italiani di stanza.

## Comandanti
- Generale di brigata aerea Maurizio D'Andrea (settembre 2020 - aprile 2021)
- Generale di brigata Alessandro Grassano (aprile- dicembre 2021)
- Generale di brigata aerea Davide Cipelletti (dicembre 2021 - luglio 2022)
- Generale di divisione Liberato Amadio (luglio 2022 - gennaio 2023)
- Generale di brigata aerea Nadir Ruzzon  gennaio 2023 - gennaio 2024)
- Generale di brigata Massimo Marceddu (da gennaio 2024)[6]